# 정효준
정효준(1992년 10월 19일 ~ )은 대한민국의 배우다.

## 방송
- PRODUCE 101 시즌 2 (2017) - 발표순위 67위
- 짝사랑 전세역전 (2018) - 남동하 역
- 어서오세요, 마녀상점 (2019)
- 로맨스, 토킹 (2020) - 우재 역
- 솔로 말고 멜로 (2020) - 우승봉 역

## 학력
- 의정부고등학교 (졸업)
- 신한대학교 (치기공학과/졸업)